# 2017 en animation asiatique
Voir aussi : 2017 au cinéma - 2017 à la télévision
2016 en animation asiatique - 2017 en animation asiatique - 2018 en animation asiatique

## Festivals et conventions
- Du 25 au 26 mars : Paris Manga & Sci-Fi Show 23 au parc des expositions de la porte de Versailles[1].

- Du 6 au 9 juillet : Japan Expo 18e Impact au parc des expositions de Paris-Nord Villepinte[2].

- Du 30 septembre au 1er octobre : Paris Manga & Sci-Fi Show 24 au parc des expositions de la porte de Versailles[3].

## Principales diffusions en France

### Films
- 19-20 février : Avant-première de Sword Art Online: Ordinal Scale au Grand Rex de Paris et au Kinépolis de Lille[4].

- 17 mai : Sword Art Online: Ordinal Scale sort au cinéma[5].

- 6 juillet : Avant-première mondiale de Pokémon, le film : Je te choisis ! au 18e Impact de la Japan Expo[6],[7].

- 26 août : Projection des films The Irregular at Magic High School The Movie: Hoshi o Yobu Shōjo et Mahou Shoujo Lyrical Nanoha Reflection lors du festival Paris Loves Anime au Grand Rex à Paris[8],[9].

- 7 septembre : Projection de Mahou Shoujo Lyrical Nanoha Reflection dans les cinémas Kinepolis de Lomme (Lille), Thionville, Nancy, Fenouillet (Toulouse) et Rouen[9].

- 14 septembre : Projection de The Irregular at Magic High School The Movie: Hoshi o Yobu Shōjo dans les cinémas Kinepolis de Lomme, Thionville, Nancy, Fenouillet et Rouen[9].

- 22 novembre : Projection de Mazinger Z/Infinity[10],[11].

### Séries télévisées
- 17 janvier : Dragon Ball Super sur Toonami[12],[13].

- 10 septembre : Dragon Ball Super est également diffusé sur NT1[14].

## Diffusions au Japon
| Saison            | Début diffusion                                                            | Titre           | Format                                     | Studio d'animation | Chaîne de diffusion |
| H I V E R         |                                                                            |                 |                                            |                    |                     |
| 27 décembre       | Koro-Sensei Quest                                                          | Série télévisée | Lerche                                     | Fuji TV            |                     |
| 31 décembre       | Fate/Grand Order: First Order                                              | Série télévisée | Lay-duce                                   | TV Tokyo           |                     |
| 4 janvier         | Akiba’s Trip The Animation                                                 | Série télévisée | Gonzo                                      | TV Tokyo           |                     |
| 4 janvier         | Nanbaka (saison 2)                                                         | Série télévisée | Satelight                                  | Nanbaka.tv         |                     |
| 5 janvier         | Masamune-kun no Revenge                                                    | Série télévisée | Silver Link                                | Tokyo MX           |                     |
| 5 janvier         | Seiren                                                                     | Série télévisée | Studio Gokumi AXsiZ                        | TBS                |                     |
| 6 janvier         | Yōjo Senki: Saga of Tanya the Evil                                         | Série télévisée | NUT                                        | AT-X               |                     |
| 6 janvier         | Urara Meirochou                                                            | Série télévisée | J. C. Staff                                | TBS                |                     |
| 6 janvier         | Blue Exorcist: Kyoto Saga                                                  | Série télévisée | A-1 Pictures                               | TBS                |                     |
| 6 janvier         | Fûka                                                                       | Série télévisée | Diomedea                                   | WOWOW              |                     |
| 6 janvier         | Le Rakugo ou la vie (saison 2)                                             | Série télévisée | Studio Deen                                | MBS                |                     |
| 6 janvier         | Minami Kamakura Koukou Joshi Jitenshabu                                    | Série télévisée | J. C. Staff ACGT                           | AT-X               |                     |
| 6 janvier         | School Girl Strikers Animation Channel                                     | Série télévisée | J. C. Staff                                | Tokyo MX           |                     |
| 6 janvier         | Kizumonogatari III: Reiketsu-hen                                           | Film            | Shaft                                      | Cinéma             |                     |
| 7 janvier         | Demi-chan wa Kataritai                                                     | Série télévisée | A-1 Pictures                               | Tokyo MX           |                     |
| 7 janvier         | Chain Chronicle Hekuseitasu no Hikari                                      | Série télévisée | Telecom Animation Film Graphinica          | ABC Asahi          |                     |
| 7 janvier         | Reikenzan Eichi e no Shikaku (saison 2)                                    | Série télévisée | Studio Deen                                | AT-X               |                     |
| 7 janvier         | Kabaneri of the Iron Fortress                                              | Film            | Wit Studio                                 | Cinéma             |                     |
| 8 janvier         | ēlDLIVE                                                                    | Série télévisée | Pierrot                                    | Tokyo MX           |                     |
| 8 janvier         | Gintama (saison 5)                                                         | Série télévisée | Sunrise                                    | TV Tokyo           |                     |
| 8 janvier         | Nyanko Days                                                                | Série télévisée | EMT Squared                                | Tokyo MX           |                     |
| 8 janvier         | Idol Incidents                                                             | Série télévisée | Mappa Voln                                 | Tokyo MX           |                     |
| 8 janvier         | Tales of Zestiria the X (saison 2)                                         | Série télévisée | Ufotable                                   | Tokyo MX           |                     |
| 9 janvier         | Gabriel DropOut                                                            | Série télévisée | Doga Kobo                                  | AT-X               |                     |
| 9 janvier         | Little Witch Academia                                                      | Série télévisée | Trigger                                    | Tokyo MX           |                     |
| 9 janvier         | En selle, Sakamichi (saison 3)                                             | Série télévisée | TMS Entertainment                          | TV Tokyo           |                     |
| 9 janvier         | Chiruran Nibun no Ichi                                                     | Série télévisée | LandQ Studios                              | Tokyo MX           |                     |
| 10 janvier        | ACCA 13-Ku Kansatsuka                                                      | Série télévisée | Madhouse                                   | Tokyo MX           |                     |
| 10 janvier        | Hand Shakers                                                               | Série télévisée | GoHands                                    | MBS                |                     |
| 11 janvier        | Kuzu no Honkai                                                             | Série télévisée | Lerche                                     | Fuji TV            |                     |
| 11 janvier        | One Room                                                                   | Série télévisée | Typhoon Graphics                           | Tokyo MX           |                     |
| 11 janvier        | Piace – Watashi no Italian                                                 | Série télévisée | Zero-G                                     | Tokyo MX           |                     |
| 11 janvier        | Chaos;Child                                                                | Série télévisée | Silver Link                                | Tokyo MX           |                     |
| 11 janvier        | Kono Subarashii Sekai ni Shukufuku wo! (saison 2)                          | Série télévisée | Studio Deen                                | Tokyo MX           |                     |
| 11 janvier        | Kobayashi-san Chi no Maid Dragon                                           | Série télévisée | Kyoto Animation                            | ABS Asahi          |                     |
| 12 janvier        | Marginal#4                                                                 | Série télévisée | J. C. Staff                                | Tokyo MX           |                     |
| 13 janvier        | Onihei Hankachō                                                            | Série télévisée | Studio M2                                  | Fuji TV            |                     |
| 14 janvier        | Rewrite (saison 2)                                                         | Série télévisée | 8-Bit                                      | Tokyo MX           |                     |
| 21 janvier        | BanG Dream!                                                                | Série télévisée | Issen Xebec                                | Tokyo MX           |                     |
| 21 janvier        | Granblue Fantasy the Animation                                             | Série télévisée | A-1 Pictures                               | Tokyo MX           |                     |
| 21 janvier        | Black Butler: Book of the Atlantic                                         | Film            | A-1 Pictures                               | Cinéma             |                     |
| 5 février         | Kirakira☆PreCure À La Mode                                                 | Série télévisée | Toei Animation                             | TV Asahi           |                     |
| 18 février        | Sword Art Online: Ordinal Scale                                            | Film            | A-1 Pictures                               | Cinéma             |                     |
| 22 février        | Yuyushiki                                                                  | OAV             | Kinema Citrus                              |                    |                     |
| 25 février        | Digimon Adventure tri.: Sōshitsu                                           | Film            | Toei Animation                             | Cinéma             |                     |
| 25 février        | Space Battleship Yamato 2202: Ai no Senshitachi                            | Film            | Xebec                                      | Blu-ray            |                     |
| 25 février        | Trinity Seven the Movie: Yūkyū Toshokan to Renkinjutsu Shōjo               | Film            | Seven Arcs                                 | Cinéma             |                     |
| 17 mars           | Days                                                                       | OAV             | MAPPA                                      | -                  |                     |
| P R I N T E M P S |                                                                            |                 |                                            |                    |                     |
| 24 mars           | Mobile Suit Gundam Thunderbolt (saison 2)                                  | OAV             | Sunrise                                    | Daisuki.net        |                     |
| 29 mars           | Strike the Blood II                                                        | OAV             | Silver Link                                | -                  |                     |
| 1er avril         | L'Attaque des Titans (saison 2)                                            | Série télévisée | Wit Studio                                 | Tokyo MX           |                     |
| 1er avril         | My Hero Academia (saison 2)                                                | Série télévisée | Bones                                      | Nihon TV           |                     |
| 1er avril         | Future Card Buddyfight X                                                   | Série télévisée | OLM Xebec                                  | Nihon TV           |                     |
| 1er avril         | Monster Strike (saison 2)                                                  | Série télévisée | Studio Hibari                              | Youtube            |                     |
| 1er avril         | Granblue Fantasy the Animation                                             | Série télévisée | A-1 Pictures                               | Tokyo MX           |                     |
| 1er avril         | Gin no Guardian                                                            | Série télévisée | Haoliners Animation League                 | Tokyo MX           |                     |
| 2 avril           | Tsugumomo                                                                  | Série télévisée | Zero-G                                     | Animax             |                     |
| 2 avril           | Alice & Zôroku                                                             | Série télévisée | J. C. Staff                                | Tokyo MX           |                     |
| 2 avril           | Souryo to Majiwaru Shikiyoku no Yoru ni                                    | Série télévisée | Seven                                      | Tokyo MX           |                     |
| 2 avril           | Duel Masters                                                               | Série télévisée | Ascension                                  | TV Tokyo           |                     |
| 3 avril           | Beyblade Burst God                                                         | Série télévisée | OLM                                        | TV Tokyo           |                     |
| 3 avril           | High School Star Musical (saison 2)                                        | Série télévisée | C-Station                                  | Tokyo MX           |                     |
| 3 avril           | Warau Salesman New                                                         | Série télévisée | Shin-Ei Animation                          | Tokyo MX           |                     |
| 3 avril           | Frame Arms Girl                                                            | Série télévisée | Zexcs Studio A-Cat                         | Tokyo MX           |                     |
| 4 avril           | Akashic Records of Bastard Magic Instructor                                | Série télévisée | Liden Films                                | AT-X               |                     |
| 4 avril           | Oushitsu Kyoushi Heine                                                     | Série télévisée | Bridge                                     | TV Tokyo           |                     |
| 4 avril           | Idol Time PriPara                                                          | Série télévisée | Tatsunoko Production Dong Woo Animation    | TV Tokyo           |                     |
| 4 avril           | THE IDOLM@STER CINDERELLA GIRLS Gekijō                                     | Série télévisée | Gathering                                  | Tokyo MX           |                     |
| 5 avril           | Boruto: Naruto Next Generations                                            | Série télévisée | Pierrot                                    | TV Tokyo           |                     |
| 5 avril           | Sakurada Reset                                                             | Série télévisée | David Production                           | Tokyo MX           |                     |
| 5 avril           | Busou Shoujo Machiavellism                                                 | Série télévisée | Silver Link                                | AT-X               |                     |
| 5 avril           | Sakura Quest                                                               | Série télévisée | P.A.Works                                  | Tokyo MX           |                     |
| 5 avril           | Love Kome: We Love Rice                                                    | Série télévisée | Encourage Films                            | Tokyo MX           |                     |
| 6 avril           | Kabukibu!                                                                  | Série télévisée | Studio Deen                                | TBS                |                     |
| 6 avril           | Clockwork Planet                                                           | Série télévisée | Xebec                                      | TBS                |                     |
| 6 avril           | Renai Bōkun                                                                | Série télévisée | EMT Squared                                | TV Tokyo           |                     |
| 6 avril           | Tsuki ga Kirei                                                             | Série télévisée | Feel.                                      | Tokyo MX           |                     |
| 6 avril           | KADO: The Right Answer                                                     | Série télévisée | Toei Animation                             | Tokyo MX           |                     |
| 7 avril           | Rage of Bahamut: Virgin Soul                                               | Série télévisée | Mappa                                      | TBS                |                     |
| 7 avril           | Berserk (saison 2)                                                         | Série télévisée | Gemba Millepensee                          | MBS                |                     |
| 7 avril           | Hinako Note                                                                | Série télévisée | Passione                                   | AT-X               |                     |
| 7 avril           | Nobunaga no Shinobi (saison 2)                                             | Série télévisée | TMS Entertainment                          | Tokyo MX           |                     |
| 7 avril           | Ani ni Tsukeru Kusuri wa Nai!                                              | Série télévisée | Fanworks Imagineer                         | Tokyo MX           |                     |
| 7 avril           | Quan Zhi Gao Shou                                                          | ONA             | G.CMay Animation & Film                    | -                  |                     |
| 7 avril           | Twin Angel Break                                                           | Série télévisée | J. C. Staff                                | -                  |                     |
| 8 avril           | Eromanga Sensei                                                            | Série télévisée | A-1 Pictures                               | Tokyo MX           |                     |
| 8 avril           | Re:Creators                                                                | Série télévisée | Troyca                                     | Tokyo MX           |                     |
| 8 avril           | Rinne (saison 3)                                                           | Série télévisée | Brains Base                                | NHK                |                     |
| 9 avril           | Uchōten Kazoku 2                                                           | Série télévisée | P.A.Works                                  | Tokyo MX           |                     |
| 9 avril           | ID-0                                                                       | Série télévisée | Sanzigen                                   | Tokyo MX           |                     |
| 10 avril          | Grimoire of Zero                                                           | Série télévisée | White Fox                                  | AT-X               |                     |
| 11 avril          | Shūmatsu nani shitemasu ka? Isogashii desu ka? Sukutte moratte ii desu ka? | Série télévisée | Satelight / C2C                            | Tokyo MX           |                     |
| 11 avril          | Fukumenkei Noise                                                           | Série télévisée | Brains Base                                | Tokyo MX           |                     |
| 11 avril          | Le Pacte des Yōkai (saison 6)                                              | Série télévisée | Shuka                                      | TV Tokyo           |                     |
| 12 avril          | Kenka Banchou Otome: Girl Beats Boys                                       | Série télévisée | Project N0.9                               | -                  |                     |
| 12 avril          | Room Mate: One Room Side M                                                 | Série télévisée | Typhoon Graphics                           | Tokyo MX           |                     |
| 13 avril          | Saenai Heroine no Sodatekata ♭ (saison 2)                                  | Série télévisée | A-1 Pictures                               | Fuji TV            |                     |
| 13 avril          | The Snack World                                                            | Série télévisée | OLM                                        | TV Tokyo           |                     |
| 14 avril          | DanMachi: Sword Oratoria                                                   | Série télévisée | J. C. Staff                                | Tokyo MX           |                     |
| 14 avril          | Sin Nanatsu no Taizai                                                      | Série télévisée | TNK Artland                                | Tokyo MX           |                     |
| 15 avril          | Atom: The Beginning                                                        | Série télévisée | OLM Production I.G Signal.MD               | NHK                |                     |
| 15 avril          | Tomica Hyper Rescue Drive Head                                             | Série télévisée | OLM                                        | TBS                |                     |
| 26 avril          | 91 Days                                                                    | OAV             | Shuka                                      | -                  |                     |
| 6 mai             | Fairy Tail: Dragon Cry                                                     | Film            | A-1 Pictures                               | Cinéma             |                     |
| 10 mai            | Yu-Gi-Oh! VRAINS                                                           | Série télévisée | GALLO                                      | TV Tokyo           |                     |
| 15 mai            | Days                                                                       | OAV             | MAPPA                                      | -                  |                     |
| 19 mai            | Terra Formars                                                              | OAV             | Liden Films                                | -                  |                     |
| 24 mai            | Hai-Furi                                                                   | OAV             | Production IMS                             | -                  |                     |
| 28 mai            | Strike the Blood II                                                        | OAV             | Silver Link                                | -                  |                     |
| 17 juin           | The Irregular at Magic High School The Movie: Hoshi o Yobu Shōjo           | Film            | 8-bit                                      | Cinéma             |                     |
| É T É ,           |                                                                            |                 |                                            |                    |                     |
| 24 juin           | Hina Logi ~from Luck & Logic~                                              | Série télévisée | Doga Kobo                                  | Tokyo MX           |                     |
| 1er juillet       | Kakegurui                                                                  | Série télévisée | MAPPA                                      | MBS                |                     |
| 1er juillet       | Fate/Apocrypha                                                             | Série télévisée | A-1 Pictures                               | Tokyo MX           |                     |
| 1er juillet       | Enmusubi no Youko-chan                                                     | Série télévisée | Haoliners Animation League                 | Tokyo MX           |                     |
| 1er juillet       | Katsugeki! Touken Ranbu                                                    | Série télévisée | Ufotable                                   | Tokyo MX           |                     |
| 2 juillet         | Knight's & Magic                                                           | Série télévisée | 8-Bit                                      | AT-X               |                     |
| 2 juillet         | Skirt no Naka wa Kedamono Deshita                                          | Série télévisée | Magic Bus                                  | Tokyo MX           |                     |
| 2 juillet         | Keppeki Danshi! Aoyama-kun                                                 | Série télévisée | TMS Entertainment Studio Hibari            | Tokyo MX           |                     |
| 2 juillet         | Battle Girl High School                                                    | Série télévisée | Silver Link                                | BS11               |                     |
| 2 juillet         | Senki Zesshō Symphogear AXZ                                                | Série télévisée | Satelight                                  | Tokyo MX           |                     |
| 3 juillet         | Love & Lies                                                                | Série télévisée | Liden Films                                | Tokyo MX           |                     |
| 3 juillet         | Yōkai Apartment no Yūga na Nichijō                                         | Série télévisée | Shin-Ei Animation                          | Tokyo MX           |                     |
| 3 juillet         | Isekai Shokudō                                                             | Série télévisée | Silver Link                                | TV Tokyo           |                     |
| 4 juillet         | Aho Girl                                                                   | Série télévisée | Diomedea                                   | Tokyo MX           |                     |
| 4 juillet         | Tsurezure Children                                                         | Série télévisée | Studio Gokumi                              | Tokyo MX           |                     |
| 4 juillet         | Nanamaru Sanbatsu                                                          | Série télévisée | TMS Entertainment                          | NTV                |                     |
| 5 juillet         | Saiyuki Reload Blast                                                       | Série télévisée | Platinum Vision                            | AT-X               |                     |
| 5 juillet         | NTR: Netsuzou Trap                                                         | Série télévisée | Creators in Pack                           | Tokyo MX           |                     |
| 6 juillet         | Dive!!                                                                     | Série télévisée | Zero-G                                     | Fuji TV            |                     |
| 6 juillet         | Konbini Kareshi                                                            | Série télévisée | Pierrot                                    | TBS                |                     |
| 7 juillet         | Action Heroine Cheer Fruits                                                | Série télévisée | Diomedéa                                   | TBS                |                     |
| 7 juillet         | 18 If                                                                      | Série télévisée | Gonzo                                      | Tokyo MX           |                     |
| 7 juillet         | Vatican Kiseki Chōsakan                                                    | Série télévisée | J.C.STAFF                                  | WOWOW              |                     |
| 7 juillet         | Made in Abyss                                                              | Série télévisée | Kinema Citrus                              | AT-X               |                     |
| 8 juillet         | Jikan no Shihaisha                                                         | Série télévisée | Project No.9                               | Tokyo MX           |                     |
| 8 juillet         | Shōkoku no Altair                                                          | Série télévisée | MAPPA                                      | MBS                |                     |
| 8 juillet         | Hitorijime My Hero                                                         | Série télévisée | Encourage Films                            | AT-X               |                     |
| 8 juillet         | Mary and the Witch's Flower                                                | Film            | Studio Ponoc                               | Cinéma             |                     |
| 8 juillet         | Ballroom e yōkoso                                                          | Série télévisée | Production I.G                             | MBS                |                     |
| 9 juillet         | A Centaur's Life                                                           | Série télévisée | Haoliners Animation League Encourage Films | Tokyo MX           |                     |
| 9 juillet         | Princess Principal                                                         | Série télévisée | Studio 3Hz Actas                           | Tokyo MX           |                     |
| 10 juillet        | Tenshi no 3P!                                                              | Série télévisée | Project No.9                               | Tokyo MX           |                     |
| 11 juillet        | In Another World With My Smartphone                                        | Série télévisée | Production Reed                            | AT-X               |                     |
| 11 juillet        | New Game!! (saison 2)                                                      | Série télévisée | Doga Kobo                                  | AT-X               |                     |
| 11 juillet        | Mahōjin Guru Guru                                                          | Série télévisée | Production I.G                             | TV Tokyo           |                     |
| 12 juillet        | Ikemen Sengoku : Toki wo Kakeru ga Koi wa Hajimaranai                      | Série télévisée | TMS Entertainment                          | Tokyo MX           |                     |
| 12 juillet        | Hajimete no Gal                                                            | Série télévisée | NAZ                                        | AT-X               |                     |
| 12 juillet        | Classroom of the Elite                                                     | Série télévisée | Lerche                                     | AT-X               |                     |
| 12 juillet        | Clione no Akari                                                            | Série télévisée | Drop                                       | Tokyo MX           |                     |
| 12 juillet        | KAITO×ANSA                                                                 | Série télévisée | Tengu kōbō                                 | AT-X               |                     |
| 12 juillet        | Teekyu (saison 9)                                                          | Série télévisée | Millepensee                                | Tokyo MX           |                     |
| 12 juillet        | Nora to Oujo to Noraneko Heart                                             | Série télévisée | -                                          | Tokyo MX           |                     |
| 13 juillet        | Gamers!                                                                    | Série télévisée | Pine Jam                                   | AT-X               |                     |
| 14 juillet        | Jigoku Shōjo : Yoi no Togi (saison 4)                                      | Série télévisée | Studio Deen                                | Tokyo MX           |                     |
| 15 juillet        | No Game No Life: Zero                                                      | Film            | Madhouse                                   | Cinéma             |                     |
| 15 juillet        | Pokémon, le film : Je te choisis !                                         | Film            | OLM                                        | Cinéma             |                     |
| 21 juillet        | Seitokai Yakuindomo The Movie                                              | Film            | GoHands                                    | Cinéma             |                     |
| 22 juillet        | Marvel Future Avengers                                                     | Série télévisée | Madhouse                                   | -                  |                     |
| 22 juillet        | The Reflection                                                             | Série télévisée | Studio Deen                                | NHK                |                     |
| 22 juillet        | Mahou Shoujo Lyrical Nanoha Reflection                                     | Film            | Seven Arcs                                 | Cinéma             |                     |
| 24 juillet        | Kono subarashii sekai ni shukufuku o!2 OAV                                 | Série télévisée | Studio Deen                                | -                  |                     |
| 12 - 13 août      | Owarimonogatari (saison 2)                                                 | Spécial         | Shaft                                      | -                  |                     |
| 18 août           | Uchiage Hanabi shita kara Miru ka? Yoko kara Miru ka?                      | Film            | Shaft                                      | Cinéma             |                     |
| 25 août           | Kimi no Koe wo Todoketai                                                   | Film            | Madhouse                                   | Cinéma             |                     |
| 26 août           | Fate/kaleid liner Prisma☆Illya: Sekka no Chikai                            | Film            | Silver Link                                | Cinéma             |                     |
| 26 août           | Binan Koukou Chikyuu Bouei-bu LOVE! LOVE! LOVE!                            | OAV             | Studio Comet                               | Cinéma             |                     |
| A U T O M N E     |                                                                            |                 |                                            |                    |                     |
| 8 septembre       | UQ Holder!                                                                 | OAV             | J. C. Staff                                | -                  |                     |
| 2 octobre         | Gintama.                                                                   | Série télévisée | Bandai Namco Pictures                      | TV Tokyo           |                     |
| 2 octobre         | Omiai Aite wa Oshiego, Tsuyoki na, Mondaiji.                               | Série télévisée | Seven                                      | Tokyo MX           |                     |
| 3 octobre         | Mr. Osomatsu (saison 2)                                                    | Série télévisée | Pierrot                                    | TV Tokyo           |                     |
| 3 octobre         | Jūni Taisen                                                                | Série télévisée | Graphinica                                 | AT-X               |                     |
| 3 octobre         | THE IDOLM@STER CINDERELLA GIRLS Gekijō 2nd Season (saison 2)               | Série télévisée | Gathering                                  | Tokyo MX           |                     |
| 3 octobre         | Black Clover                                                               | Série télévisée | Pierrot                                    | TV Tokyo           |                     |
| 3 octobre         | Sengoku Night Blood                                                        | Série télévisée | TYPHOON GRAPHICS                           | Tokyo MX           |                     |
| 3 octobre         | UQ Holder!                                                                 | Série télévisée | J. C. Staff                                | Tokyo MX           |                     |
| 4 octobre         | Infini-T Force                                                             | Série télévisée | Tatsunoko Production                       | NTV                |                     |
| 4 octobre         | Ameiro Cocoa Series: Ame-con!!                                             | Série télévisée | -                                          | Tokyo MX           |                     |
| 4 octobre         | Urahara                                                                    | Série télévisée | EMT Squared Shirogumi                      | Crunchyroll        |                     |
| 4 octobre         | Konohana Kitan                                                             | Série télévisée | Lerche                                     | TV Tokyo           |                     |
| 4 octobre         | Ore-tacha Yōkai Ningen                                                     | Série télévisée | DLE                                        | Tokyo MX           |                     |
| 4 octobre         | TsukiPro The Animation                                                     | Série télévisée | PRA                                        | Tokyo MX           |                     |
| 4 octobre         | Osake wa Fūfu ni Natte kara                                                | Série télévisée | Creators in Pack                           | Tokyo MX           |                     |
| 4 octobre         | Shokugeki no Sōma: San no Sara (saison 3)                                  | Série télévisée | J. C. Staff                                | Tokyo MX           |                     |
| 5 octobre         | Just Because!                                                              | Série télévisée | Pine Jam                                   | AT-X               |                     |
| 5 octobre         | King's Game                                                                | Série télévisée | Seven                                      | AT-X               |                     |
| 6 octobre         | Shōjo Shūmatsu Ryokō                                                       | Série télévisée | White Fox                                  | AT-X               |                     |
| 6 octobre         | Kino no Tabi - the Beautiful World-                                        | Série télévisée | Lerche                                     | AT-X               |                     |
| 6 octobre         | Yūki Yūna wa yūsha de aru (saison 2)                                       | Série télévisée | Studio Gokumi                              | MBS                |                     |
| 6 octobre         | Dynamic Chord                                                              | Série télévisée | Pierrot                                    | TBS                |                     |
| 7 octobre         | The iDOLM@STER Side M                                                      | Série télévisée | A-1 Pictures                               | Tokyo MX           |                     |
| 7 octobre         | The Ancient Magus Bride                                                    | Série télévisée | Wit Studio                                 | Tokyo MX           |                     |
| 7 octobre         | Hōseki no Kuni                                                             | Série télévisée | Orange                                     | AT-X               |                     |
| 7 octobre         | Garo: Vanishing Line                                                       | Série télévisée | MAPPA                                      | TV Tokyo           |                     |
| 7 octobre         | ClassicaLoid (saison 2)                                                    | Série télévisée | -                                          | NHK ETV            |                     |
| 7 octobre         | Love Live! Sunshine!! (saison 2)                                           | Série télévisée | Sunrise                                    | TV Tokyo           |                     |
| 7 octobre         | Code:Realize - Sōsei no Himegimi                                           | Série télévisée | M.S.C                                      | AT-X               |                     |
| 7 octobre         | Time Bokan: Gyakushū no San-Okunin                                         | Série télévisée | Tatsunoko Production                       | YTV                |                     |
| 7 octobre         | Dies Irae                                                                  | Série télévisée | A.C.G.T                                    | TBS                |                     |
| 8 octobre         | Two Car                                                                    | Série télévisée | Silver Link.                               | AT-X               |                     |
| 8 octobre         | Cardfight!! Vanguard G: Z                                                  | Série télévisée | OLM                                        | TV Tokyo           |                     |
| 8 octobre         | Imōto Sae Ireba Ii.                                                        | Série télévisée | Silver Link.                               | Tokyo MX           |                     |
| 8 octobre         | Les Enfants de la baleine                                                  | Série télévisée | J. C. Staff                                | Tokyo MX           |                     |
| 8 octobre         | Blend S                                                                    | Série télévisée | A-1 Pictures                               | Tokyo MX           |                     |
| 8 octobre         | Himōto! Umaru-chan R (saison 2)                                            | Série télévisée | Doga Kobo                                  | AT-X               |                     |
| 8 octobre         | Hōzuki no reitetsu (saison 2)                                              | Série télévisée | Studio Deen                                | Tokyo MX           |                     |
| 8 octobre         | Anime-Gataris                                                              | Série télévisée | WAO World                                  | Tokyo MX           |                     |
| 8 octobre         | Blood Blockade Battlefront (saison 2)                                      | Série télévisée | Bones                                      | MBS                |                     |
| 10 octobre        | Netojū no Susume                                                           | Série télévisée | Signal.MD                                  | Tokyo MX           |                     |
| 10 octobre        | Wake Up, Girls! Shin Shō                                                   | Série télévisée | Millepensee                                | TV Tokyo           |                     |
| 12 octobre        | Boku no Kanojo ga Majime Sugiru Shobitch na Ken                            | Série télévisée | Diomedéa Studio Blanc                      | Tokyo MX           |                     |
| 13 octobre        | Yowamushi Pedal: Re:GENERATION                                             | Film            | Ufotable                                   | Cinéma             |                     |
| 13 octobre        | Inuyashiki                                                                 | Série télévisée | MAPPA                                      | Fuji TV            |                     |
| 13 octobre        | RoboMasters The Animated Series                                            | Série télévisée | Dandelion Animation Studio                 | WOWOW              |                     |
| 14 octobre        | Fate/Stay Night: Heaven's Feel I. presage flower                           | Film            | Ufotable                                   | Cinéma             |                     |
| 14 octobre        | March Comes in like a Lion (saison 2)                                      | Série télévisée | Shaft                                      | NHK                |                     |
| 21 octobre        | Code Geass: Lelouch of the Rebellion I. Kōdō                               | Film            | Sunrise                                    | Cinéma             |                     |
| 28 octobre        | Kirakira☆PreCure À La Mode The Movie: Paritto! Omoide no Mille-Feuille!    | Film            | Toei Animation                             | Cinéma             |                     |
| 28 octobre        | Baja no Studio                                                             | OAV             | KyoAni                                     | Cinéma             |                     |
| 4 novembre        | Dance with Devils: Fortuna                                                 | Film            | Brain's Base                               | Cinéma             |                     |
| 11 novembre       | Haikara-san ga Tōru -Benio, Hana no 17-sai-                                | Film            | Nippon Animation                           | Cinéma             |                     |
| 11 novembre       | Gochuumon wa Usagi desu ka?? ~Dear My Sister~                              | Film            | production doA                             | Cinéma             |                     |
| 17 novembre       | Godzilla: Kaijū Wakusei                                                    | Film            | Polygon Pictures                           | Cinéma             |                     |
| 18 novembre       | Mobile Suit Gundam Thunderbolt: Bandit Flower                              | Film            | Sunrise                                    | Cinéma             |                     |
| 2 décembre        | Donten ni Warau Gaiden: Ketsubetsu, Yamainu no Chikai                      | Film            | Wit Studio                                 | Cinéma             |                     |
| 8 décembre        | L'Attaque des Titans: Lost Girls                                           | OAV             | Wit Studio                                 | -                  |                     |
| 9 décembre        | Girls und Panzer das Finale                                                | Film            | Madhouse                                   | Cinéma             |                     |
| 22 décembre       | Nekopara                                                                   | OAV             | NEKO WORKs                                 | Steam              |                     |
| 26 décembre       | Hajimete no Gal                                                            | OAV             | NAZ                                        | -                  |                     |